# Phạm Hùng
Phạm Hùng (11 tháng 6 năm 1912  –  10 tháng 3 năm 1988), tên khai sinh là Phạm Văn Thiện, còn có bí danh là Hai Hùng, Bảy Cường, X2, A7 là một chính khách Việt Nam. Từng đảm nhận chức vụ Chủ tịch Hội đồng Bộ trưởng nước Cộng hòa Xã hội chủ nghĩa Việt Nam từ năm 1987 đến khi qua đời đột ngột vào ngày 10 tháng 3 năm 1988. Sau khi kế nhiệm Phạm Văn Đồng, ông trở thành vị Chủ tịch Hội đồng Bộ trưởng thứ hai của Việt Nam sau khi tái lập thống nhất, đồng thời là vị Chủ tịch Hội đồng bộ trưởng (chức danh cũ) và Thủ tướng (chức danh mới) tại vị ngắn nhất từ trước đến nay.
Tham gia hoạt động cách mạng từ những năm 1920–1930 với những vai trò trong phong trào thanh niên, học sinh, tham gia tổ chức Nam Kỳ học sinh liên hiệp hội và Thanh niên cộng sản đoàn, Phạm Hùng từng bị chính quyền Pháp tuyên 2 án tử hình và là một trong những lãnh đạo chủ chốt của những người Cộng sản tại miền Nam suốt thời kỳ chiến tranh Việt Nam. Thăng tiến từ vị bí thư trẻ nhất của Tỉnh ủy Mỹ Tho đến chức vụ Bí thư Xứ ủy lâm thời Nam Bộ, Phạm Hùng được cử làm Phó Giám đốc Sở Công an Nam bộ, lãnh đạo lực lượng công an Nam Bộ và trực tiếp lãnh đạo cuộc kháng chiến ở Nam Bộ trong giai đoạn Chiến tranh Đông Dương.
Sau khi ra Hà Nội, Phạm Hùng được bầu bổ sung vào Bộ Chính trị vào năm 1956. Ông đã có gần 30 năm đảm nhiệm chức vụ Phó Thủ tướng Chính phủ và Đại biểu Quốc hội Việt Nam. Trong giai đoạn 1967–1975, trước sự ra đi đột ngột của Đại tướng Nguyễn Chí Thanh, ông trở vào miền Nam Việt Nam và đảm nhiệm chức vụ Bí thư Trung ương Cục miền Nam, trở thành một trong những người nắm quyền chỉ huy Trung ương Cục Miền Nam và là Chính ủy Các lực lượng vũ trang giải phóng miền Nam. Năm 1987, khi Chủ tịch Hội đồng Bộ trưởng Phạm Văn Đồng nghỉ hưu sau hơn 30 năm tại vị, Phạm Hùng trở thành người kế vị tiếp theo, trở thành chính khách đầu tiên giữ chức vụ này sau thời kỳ Đổi Mới.
Trong giai đoạn tại vị, Phạm Hùng đã tổ chức thực hiện, đưa ra nhiều chủ trương, đường lối đổi mới của Đại hội Đảng Cộng sản Việt Nam lần thứ VI, các chính sách này đã được Chính phủ thực hiện. Ông còn là một trong những nhà lãnh đạo đi đầu trong chống các hiện tượng tiêu cực, lạc hậu trong Đảng, trong xã hội Việt Nam. Vào ngày 10 tháng 3 năm 1988, Phạm Hùng đột ngột qua đời trong một chuyến công tác tại Thành phố Hồ Chí Minh. Trước khi qua đời, ông đã trao lại quyền Chủ tịch Hội đồng Bộ trưởng cho Võ Văn Kiệt khi này đang giữ chức Phó Chủ tịch Hội đồng Bộ trưởng, mặc dù vậy, Võ Văn Kiệt lại thất bại trước Đỗ Mười khi được bầu làm người kế vị tiếp theo. Tang lễ của Phạm Hùng được tổ chức tại Hội trường Ba Đình, Hà Nội theo nghi thức Quốc tang và được an táng tại Nghĩa trang Mai Dịch. Cũng trong năm này, ông được Nhà nước tặng thưởng Huân chương Sao Vàng.

## Tiểu sử và hoạt động ban đầu
Ông tên thật là Phạm Văn Thiện, sinh ngày 11 tháng 6 năm 1912, tại làng Long Hồ, huyện Châu Thành, tỉnh Vĩnh Long (nay là Long Phước, Long Hồ, Vĩnh Long) trong một gia đình trung nông. Ông theo học ở trường làng, sau đó học bậc tiểu học ở Trường tiểu học Vĩnh Long, từ năm 1927 đến 1930 tiếp tục học bậc trung học tại Mỹ Tho.
Năm 16 tuổi, ông tham gia cách mạng, hoạt động trong phong trào thanh niên, học sinh, tham gia tổ chức Nam Kỳ học sinh liên hiệp hội và Thanh niên cộng sản đoàn. Năm 1930, ông bị Thống đốc Nam Kỳ ra quyết định đuổi học, ông cũng được kết nạp vào Đảng Cộng sản Đông Dương vào năm 1930.

## Sự nghiệp chính trị

### Trước năm 1945
Năm 19 tuổi ông làm Bí thư Tỉnh ủy Mỹ Tho. Chiều ngày 30 tháng 4 năm 1931, trong cuộc mít tinh của 3000 nông dân kỷ niệm ngày Quốc tế lao động ở Châu Thành, Mỹ Tho, Phạm Hùng đã bắn chết Hương Quản Trâu, một tay sai của Pháp. Ông sau đó đã bị bắt và bị kết án 3 năm tù. Ngày 20 tháng 9 năm 1932, tại phiên tòa đại hình tại tỉnh Mỹ Tho ông bị kết án tử hình và đưa về giam ở xà lim án chém Khám Lớn Sài Gòn. Trong khi chờ lên máy chém, Pháp đưa ông lên Sài Gòn để nhận thêm một án tử hình nữa mà Pháp gọi là "Vụ án Đảng Cộng sản Đông Dương".

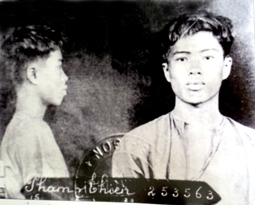
Ảnh chụp Phạm Hùng khi là tù nhân, năm 1932

Song, do sự phản đối của dư luận trong nước cũng như ở Pháp về việc kết án tử hình một học sinh, nhất là cuộc vận động rầm rộ của Đảng Cộng sản Pháp đòi xóa bỏ án tử hình cho tù chính trị ở Đông Dương. Năm 1934, Chính phủ Pháp đã giảm án xuống khổ sai chung thân và đưa ông ra Côn Đảo giam giữ vào ngày 17 tháng 1 năm 1934, ông sau đó được bổ sung vào chi uỷ nhà tù Côn Đảo sau đó được cử làm Bí thư Đảo uỷ. Sau 14 năm trong tù, năm 1945 khi cách mạng tháng tám nổ ra, ông cùng với tù nhân khác chớp thời cơ giải phóng nhà tù Côn Đảo. Ngày 23 tháng 9 năm 1945, ông được chính quyền cách mạng đưa tàu ra đón về và giữ chức Bí thư Xứ ủy lâm thời Nam Bộ vào năm 1946.

### Năm 1945 đến năm 1954

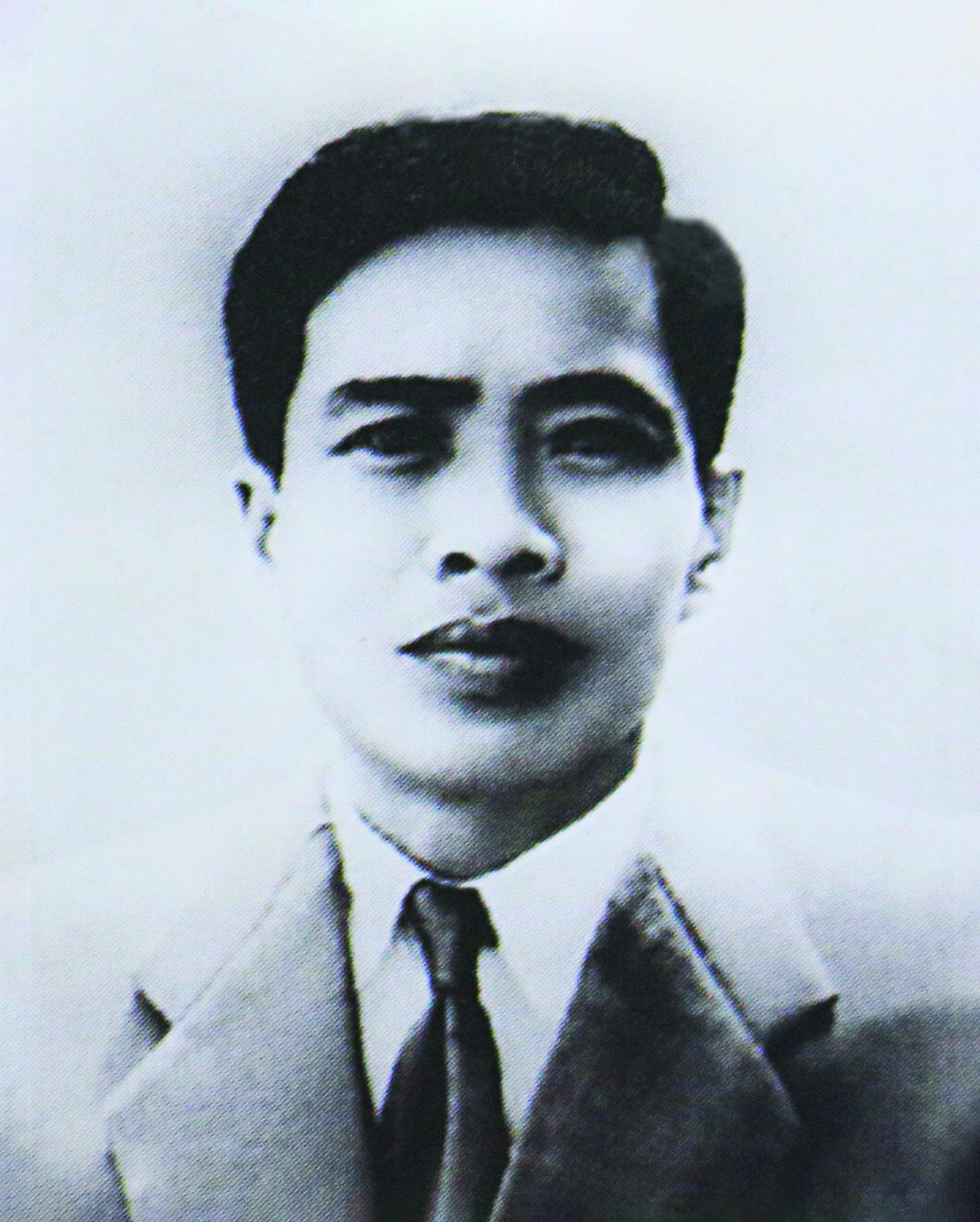
Phạm Hùng khoảng những năm 1940 đến 1950

Ngoài chức Bí thư Xứ ủy lâm thời Nam Bộ ông kiêm Giám đốc Quốc gia Tự vệ cuộc, từ Quốc gia Tự vệ cuộc, Phạm Hùng tổ chức thành lập bộ phận công an cách mạng, sau này là Nha Công an Nam Bộ. Năm 1947, ông được cử làm Phó Giám đốc Sở Công an Nam bộ. Khi kháng chiến chống Pháp bùng nổ, ông được phân công nhiệm vụ xây dựng lực lượng công an Nam Bộ và trực tiếp lãnh đạo cuộc kháng chiến ở Nam Bộ.
Tại Đại hội lần thứ hai của Đảng Lao động Việt Nam họp năm 1951, ông được bầu vào Ban Chấp hành Trung ương và công tác ở Trung ương Cục miền Nam và Ủy ban Kháng chiến hành chính miền Đông Nam Bộ. Trên cương vị này, ông đã cùng với Trung ương Cục miền Nam vận dụng sáng tạo đường lối của Đảng vào điều kiện cụ thể Nam bộ như: tiến hành phân chia lại ruộng đất và giải quyết vấn đề tôn giáo, làm tốt công tác vận động nhân sĩ, trí thức, tăng cường và mở rộng Mặt trận dân tộc thống nhất, đẩy mạnh công tác xây dựng Đảng.
Sau Hiệp định Genève, 1954, ông được cử làm Trưởng đoàn Quân đội nhân dân Việt Nam trong Ban Liên hiệp đình chiến tại Nam Bộ và năm sau làm Trưởng phái đoàn Quân đội nhân dân Việt Nam bên cạnh Ủy ban quốc tế tại Sài Gòn, và mang hàm Đại tá.
Trên cương vị Bí thư Xứ ủy, Phạm Hùng đã vận dụng sáng tạo đường lối kháng chiến toàn dân, toàn diện và tự lực cánh sinh của Trung ương Đảng, xây dựng thực lực của cách mạng và giải quyết hàng loạt vấn đề ở Nam Bộ do lịch sử để lại như các tổ chức vũ trang xuất thân từ các thành phần khác nhau, xóa bỏ thành kiến giữa "Việt Minh cũ - Việt Minh mới". Ông Hùng đã chỉ đạo xây dựng, củng cố khối đoàn kết thống nhất các lực lượng kháng chiến và kiện toàn bộ máy lãnh đạo của Xứ ủy. Bởi vậy, dù trong hoàn cảnh khó khăn chồng chất, cuộc kháng chiến của quân và dân Nam bộ lập được nhiều chiến thắng vẻ vang, được Bác Hồ tặng danh hiệu "Nam bộ Thành Đồng".

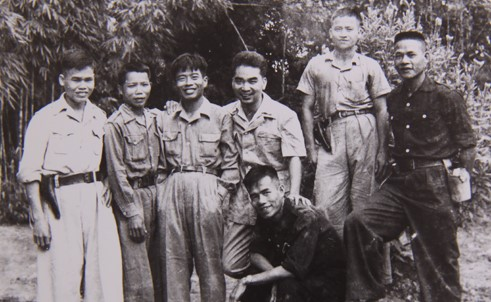
Phạm Hùng (thứ ba từ trái sang), khi làm Phó giám đốc Sở Công an Nam bộ chụp ảnh lưu niệm với các đại biểu Hội nghị Công an toàn quốc lần thứ 5, năm 1950

Tại Hội nghị Công an toàn quốc lần thứ V vào năm 1950, dự thảo Đề án Công an nhân dân Việt Nam do Phạm Hùng trình bày, được thông qua đã trở thành cơ sở khoa học lý luận cho việc xây dựng lực lượng Công an nhân dân Việt Nam.

### Năm 1954 đến năm 1974
Sau khi Pháp rút khỏi Việt Nam, Phạm Hùng nhận được lệnh ra Hà Nội năm 1955. Năm 1956 ông được bầu vào Bộ Chính trị. Ông cũng là Bí thư Trung ương Đảng trong các năm 1958-1960.
Từ năm 1955 đến năm 1958 ông được cử làm Bộ trưởng Phủ Thủ tướng. Năm 1958, ông được cử làm Phó Thủ tướng phụ trách về kinh tế và là một trong 4 Phó thủ tướng lúc bấy giờ. Từ năm 1958 đến 1966, ông được bầu lại vào Ban Chấp hành Trung ương, Bộ Chính trị và Ban Bí thư vào năm 1960, ông giữ chức Trưởng ban Thống nhất Trung ương Đảng. Năm 1964, ông được bầu làm Phó Thủ tướng Chính phủ phụ trách kinh tế, tài chính, ngân hàng, nội thương, ngoại thương, kiêm Chủ nhiệm Văn phòng Nông nghiệp, Chủ nhiệm Ủy ban Vật giá Nhà nước, Trưởng ban Tài mậu của Trung ương Đảng.
Khi là Phó Thủ tướng, ông tập trung điều hành thúc đẩy sản xuất công - nông nghiệp, thương nghiệp, tiến hành động viên sản xuất, đồng thời nghiên cứu, học tập kinh nghiệm các nước xã hội chủ nghĩa khác thực hiện các nhiệm vụ trọng tâm về kinh tế như giải quyết vấn đề lương thực, tiến hành cuộc vận động 3 xây, 3 chống cũng như cải tiến quản lý hợp tác xã. Phạm Hùng đã chỉ đạo soạn thảo Đề án về thương nghiệp và giá cả thời chiến và xây dựng Nghị quyết Trung ương 10 khóa III, nhằm động viên mọi nguồn lực xây dựng miền Bắc, tăng cường chi viện cho miền Nam. Những năm 1961-1965, nền kinh tế miền Bắc đã đạt được những thành tựu đáng kể: Sản xuất công - nông nghiệp đạt tỷ lệ phát triển hằng năm trên 10%, bắt đầu xây dựng những công trình lớn như Nhà máy Gang thép Thái Nguyên, Nhà máy Thủy điện Thác Bà và nhiều công trình quan trọng khác.
Trong giai đoạn đánh Mỹ, ông là người có liên minh chặt chẽ với Lê Duẩn, người vào đầu năm 1964 đã trở thành một trong những nhà lãnh đạo cấp cao của Việt Nam Dân chủ Cộng hòa. Lê Duẩn và những người ủng hộ ông đã áp dụng một cách tiếp cận quyết liệt hơn đối với đấu tranh vũ trang ở miền Nam Việt Nam so với với những người ôn hòa như Hồ Chí Minh và Võ Nguyên Giáp.
Sau đó vào tháng 7 năm 1967, sau sự ra đi của Đại tướng Nguyễn Chí Thanh, với bí danh Bảy Cường, ông lại trở về Nam giữ chức vụ Bí thư Trung ương Cục miền Nam (1967-1975) trở thành một trong những người nắm quyền chỉ huy Trung ương Cục Miền Nam và là Chính ủy Các lực lượng vũ trang giải phóng miền Nam. Trong Chiến dịch Hồ Chí Minh, ông làm Chính ủy Bộ chỉ huy chiến dịch. Ông đã chỉ đạo việc chuẩn bị và tiến hành cuộc Tổng tiến công và nổi dậy Mậu Thân 1968 trên toàn miền Nam, nhất là ở Khu trọng điểm Sài Gòn - Gia Định. Sau khi Mỹ ký Hiệp định Pari, ông đã triệu tập Hội nghị Trung ương Cục lần thứ 12 phân tích tình hình và đề ra nhiệm vụ trước mắt của cách mạng miền Nam là tiếp tục đấu tranh toàn diện trên các mặt trận.

### Sự sụp đổ của Việt Nam Cộng hòa
Tháng 4 năm 1975, sau thắng lợi của các chiến dịch Tây Nguyên, Huế, Đà Nẵng, Bộ Chính trị quyết định mở chiến dịch giải phóng Sài Gòn, mang tên Chiến dịch Hồ Chí Minh, ông Văn Tiến Dũng làm Tư lệnh còn Phạm Hùng làm Chính ủy Bộ Chỉ huy Chiến dịch. Sáng 30 tháng 4 năm 1975, khi nghe tin Tổng thống Sài Gòn đề nghị với phía cách mạng ngừng bắn để thương lượng, Chính ủy Phạm Hùng đã ký và cho phát ngay bức điện hỏa tốc gửi các đơn vị trên chiến trường: "Địch đang dao động tan rã. Các cánh quân hãy đánh mạnh, tiến nhanh chiếm các mục tiêu đúng quy định. Hội quân tại Dinh Độc lập ngụy. Địch không còn có gì để thương lượng bàn giao. Chúng phải đầu hàng vô điều kiện. Tiến lên! Toàn thắng!" - 11 giờ 30 phút ngày 30 tháng 4 năm 1975, Chiến dịch Hồ Chí Minh kết thúc.

### Sau năm 1975
Sau khi Việt Nam thống nhất năm 1976, ông tiếp tục giữ chức Phó Thủ tướng, đến năm 1981 thì đổi thành Phó Chủ tịch Hội đồng Bộ trưởng. Ông cũng kiêm chức Bộ trưởng Bộ Nội vụ sau này là Bộ Công an, thay cho Trần Quốc Hoàn từ năm 1980 đến năm 1987. Ông là Ủy viên Bộ Chính trị liên tục từ khóa II đến khoá VI (1956-1988), đại biểu Quốc hội liên tục từ khóa II đến khóa VIII (1960-1988).
Khi giữ chức Bộ trưởng Nội vụ, ông đề xuất với Ban Bí thư Trung ương Đảng ra Chỉ thị số 92CT/TW ngày 25/6/1980 về mở Cuộc vận động xây dựng lực lượng công an trong sạch vững mạnh và đẩy mạnh phong trào quần chúng bảo vệ an ninh Tổ quốc trong tình hình mới, chuẩn bị cho Nghị quyết 31-NQ/TW của Bộ Chính trị ngày 2 tháng 12 năm 1980 về nhiệm vụ bảo vệ an ninh chính trị, giữ gìn trật tự, an toàn xã hội trong tình hình mới, tạo sự chuyển biến tích cực trong ngành công an. Nhờ vậy, lực lượng công an đã phá nhiều vụ án chính trị quan trọng của các thế lực thù địch (chống FULRO, đập tan "Mặt trận quốc gia giải phóng Việt Nam" và cuộc hành quân Đông tiến; ngăn chặn kế hoạch Z mang tên "Mật kế chiến lược đối với ba nước Đông Dương...).

## Chủ tịch Hội đồng Bộ trưởng (1987–1988)
Ngày 17 tháng 6 năm 1987, được bầu làm Chủ tịch Hội đồng Bộ trưởng sau khi ông Phạm Văn Đồng nghỉ hưu. Ông là người đầu tiên được bầu giữ chức vụ này sau thời kỳ Đổi mới.

#### Chính sách
Những năm đầu đổi mới, do hậu quả chiến tranh và cơ chế kế hoạch hoá tập trung, quan liêu bao cấp kéo dài cộng với chính sách bao vây cấm vận của Mỹ, Việt Nam khi khi đó đang ở đỉnh điểm của khủng hoảng kinh tế - xã hội, lạm phát phi mã (trên 700%). Để giải quyết vấn đề nan giải đã kéo dài cả thập kỷ, với tư cách người đứng đầu Chính phủ đã khẩn trương tổ chức thực hiện, đưa chủ trương, đường lối đổi mới của Đại hội Đảng VI: đổi mới cơ chế quản lý kinh tế, xây dựng nền kinh tế hàng hóa nhiều thành phần, thực hiện ba chương trình kinh tế lớn, chuyển các đơn vị kinh tế quốc doanh sang hạch toán kinh doanh, chỉ đạo đột phá vào phân phối lưu thông, giữ vững an ninh chính trị và trật tự xã hội, tăng cường đoàn kết và mở rộng quan hệ hữu nghị hợp tác với các quốc gia quốc tế.
Một loạt các chính sách, chủ trương của Chính phủ được thực hiện: Tổng kết "khoán 100", ban hành chủ trương "khoán 10"; đổi mới chính sách về thương nghiệp và chuyển hoạt động nội thương sang hạch toán kinh doanh XHCN (Nghị quyết 113 ngày 15/7/1987 của HĐBT); chuyển hoạt động của ngành lương thực sang hạch toán kinh doanh XHCN (Quyết định số 209 ngày 3/10/1987 của HĐBT); QĐ/218-CT ngày 3/7/1987 của Chủ tịch HĐBT cho làm thử việc chuyển hoạt động của hệ thống ngân hàng sang kinh doanh; các Quyết định 27, 28, 29 của HĐBT về ban hành chính sách đối với kinh tế cá thể, tư doanh, tập thể, kinh tế gia đình trong sản xuất công nghiệp, dịch vụ công nghiệp, xây dựng, vận tải... đã tạo ra tiền đề cho sự thay đổi mạnh mẽ từ chế độ kế hoạch hoá tập trung, quan liêu, bao cấp sang hạch toán theo cơ chế thị trường có sự điều tiết của Nhà nước.

## Qua đời và tang lễ
Khi miền Bắc đang thiếu đói trầm trọng do mất mùa, ông trực tiếp vào miền Nam tổ chức thu mua lúa gạo và tổ chức vận chuyển ra Bắc cứu đói thì bất ngờ qua đời vào ngày 10 tháng 3 năm 1988 tại Thành phố Hồ Chí Minh, hưởng thọ 76 tuổi. Trước khi ông mất, ông quyết định trao lại quyền Chủ tịch Hội đồng Bộ trưởng dành cho Võ Văn Kiệt khi này đang giữ chức Phó Chủ tịch Hội đồng Bộ trưởng. Tang lễ được tổ chức tại Hội trường Ba Đình, Hà Nội theo nghi thức quốc tang trong 2 ngày 13-14 tháng 3 năm 1988, ông được đưa tới Nghĩa trang Mai Dịch để an táng.

## Quan điểm
Với bề dày kinh nghiệm và tầm nhìn của một nhà chiến lược, Phạm Hùng đã nhận thức sâu sắc tác hại của những sự suy thoái trong Đảng và là một trong những nhà lãnh đạo đi đầu trong chống các hiện tượng tiêu cực, lạc hậu trong Đảng, trong xã hội. Được giao trọng trách Trưởng ban chỉ đạo đấu tranh chống ăn cắp, hối lộ, ức hiếp quần chúng (gọi tắt là Ban chỉ đạo 79), ông đề xuất với Bộ Chính trị, Hội đồng Chính phủ những biện pháp phù hợp, tổ chức chỉ đạo chặt chẽ và phân công cụ thể, rõ ràng cho các lực lượng tham gia. Ông phê phán nhận thức sai lầm, phiến diện: "Chúng ta chưa thấy hết vị trí quan trọng có tầm chiến lược trước mắt và lâu dài về công tác chống tiêu cực... Chúng ta chưa thấy hết được sự bức thiết này (chống tiêu cực), tức là chưa thấy hết tính chất nguy hiểm của vấn đề"(3) và chỉ rõ "Đấu tranh chống tiêu cực là một cuộc vận động chính trị sâu rộng, một cuộc đấu tranh cách mạng, có tầm chiến lược, là một cuộc vận động chính trị trong Đảng, trong chính quyền, trong các cơ sở tập thể và ngoài xã hội. Đó là một cuộc phát động quần chúng long trời, lở đất để vùng lên dưới sự lãnh đạo của Đảng để bảo vệ và xây dựng chế độ, cải thiện đời sống ấm no và hạnh phúc của nhân dân"(4). Với nhãn quan về văn hóa sâu sắc, ông khẳng định: Chống tiêu cực là xây dựng nền văn hoá mới, con người mới. Điều quan trọng hàng đầu trong cuộc đấu tranh chống tiêu cực là phải xây dựng cơ sở đảng trong sạch, vững mạnh; phải dựa vào quần chúng và phát động quần chúng thực hiện quyền làm chủ của mình; xét xử phải nghiêm minh, kịp thời và đúng mức. Chống tiêu cực phải có kế hoạch, chương trình, có trọng tâm, trọng điểm dưới sự lãnh đạo của các cấp uỷ và phải trở thành một nội dung trong sinh hoạt chi bộ. Không thể có bất cứ lý do nào mà một cấp uỷ nào đó có thể thoái thác sự lãnh đạo đối với việc chống tiêu cực.

## Gia đình
Vợ ông là bà Huỳnh Thị Nỉ, người miền Nam tham gia công tác phụ nữ.
Ông bà có bốn người con. Con trai đầu là Phạm Hoàng Hưng, Phó Giám đốc Trung tâm PTPL Hàng hóa Xuất nhập khẩu thuộc Tổng cục Hải quan Việt Nam. Con trai thứ hai là Phạm Hoàng Hà nguyên Đại biểu HĐND TP Hồ Chí Minh, Chủ tịch UBND Quận 3 TP Hồ Chí Minh, Giám đốc Sở Thương mại TP Hồ Chí Minh, Ủy viên Ban thường vụ tỉnh ủy Bình Dương, Phó Chủ tịch UBND tỉnh Bình Dương, hiện đang giữ chức Chủ tịch Hội đồng thành viên Tổng công ty Lương thực Miền nam. Các con gái là Phạm Mai Hồng, Đại tá chuyên viên Cục Chính sách Bộ Công an và Phạm Mai Hương công tác ngành du lịch.

## Vinh danh

### Khu tưởng niệm Phạm Hùng ở Vĩnh Long

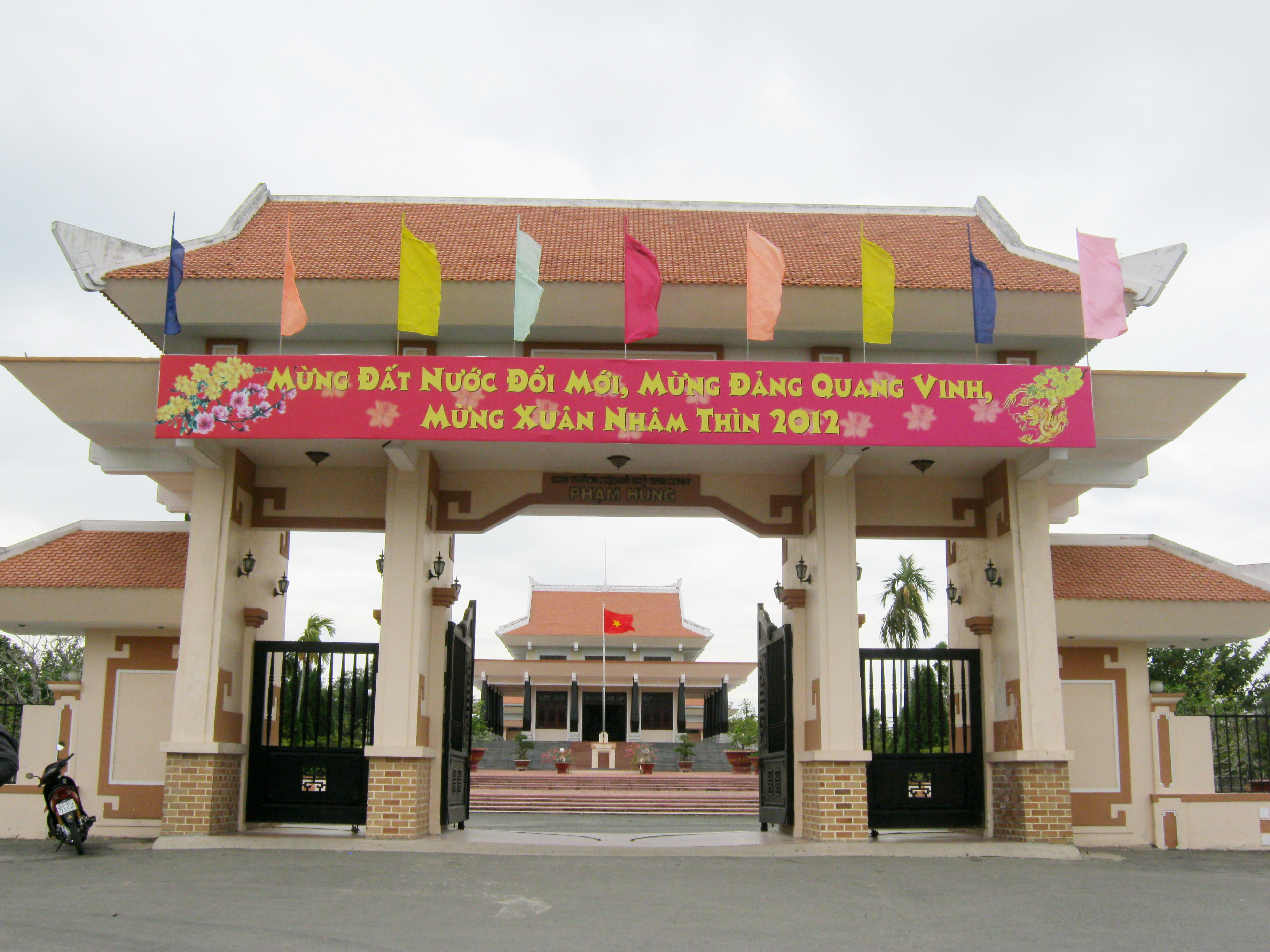
Khu tưởng niệm Phạm Hùng

Khu tưởng niệm cố Chủ tịch Hội đồng Bộ trưởng Phạm Hùng cách thành phố Vĩnh Long khoảng 4 km, gần cầu Ông Me lớn và chỉ cách bệnh viện Đa khoa Vĩnh Long khoảng 800 m. Khu tưởng niệm rộng 3,2 ha gồm: nhà lễ tân, nhà tưởng niệm, nhà trưng bày. Ngoài ra, còn có ba hạng mục ngoài trời được phục chế theo tỷ lệ 1/1, gồm: phòng biệt giam ông tại Côn Đảo, ngôi nhà làm việc của ông tại căn cứ Trung ương cục miền Nam (Tây Ninh) và căn phòng làm việc của ông tại số 72 Phan Đình Phùng, Hà Nội. Hàng ngày, khu tưởng niệm đón khá nhiều khách đến viếng. Trong khu tưởng niệm có đặt bức tượng bán thân của ông trong điện thờ. Hai bên là hai bức phù điêu ghi lại lời phát biểu của ông. Khu tưởng niệm Phạm Hùng do Kiến trúc sư Nguyễn Phương Nam thiết kế. Ông thiết kế công trình này khi còn công tác tại Viện Thiết kế Bộ Quốc phòng-Chi nhánh phía Nam. Ngày 10 tháng 6 năm 2012, Khu lưu niệm Phạm Hùng đón Bằng Di tích Lịch sử - Văn hóa cấp quốc gia.

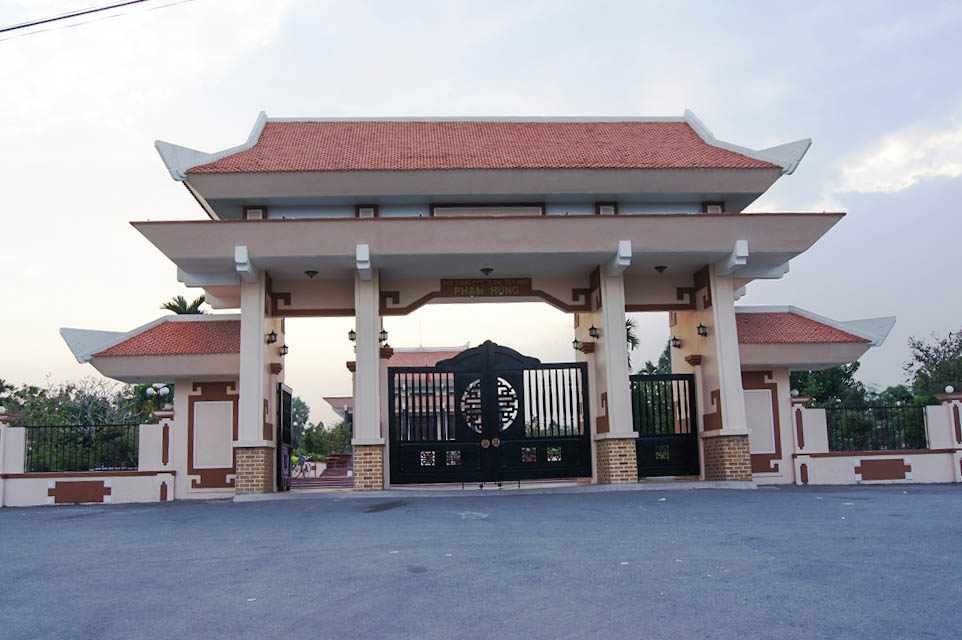
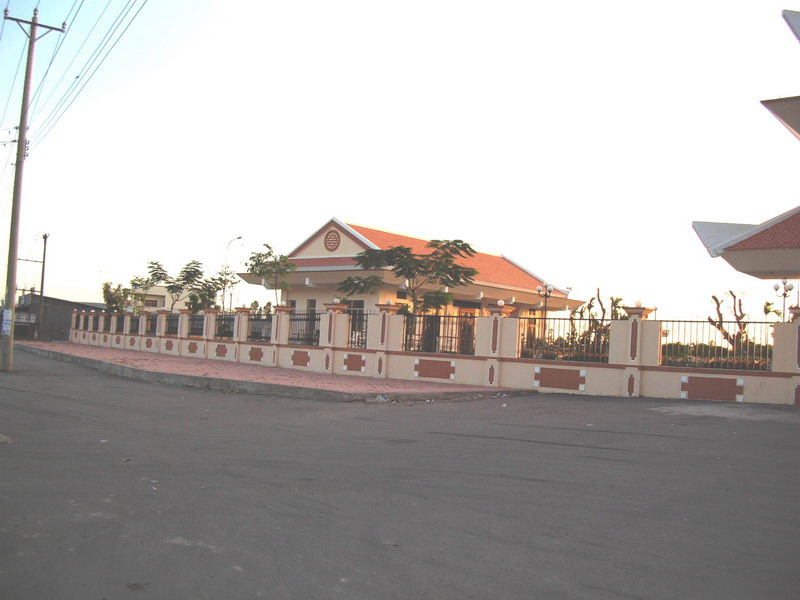
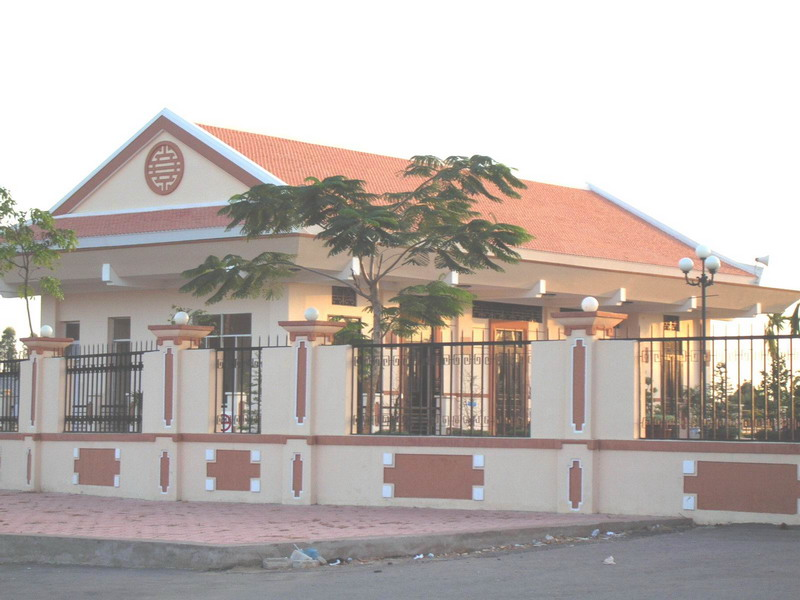
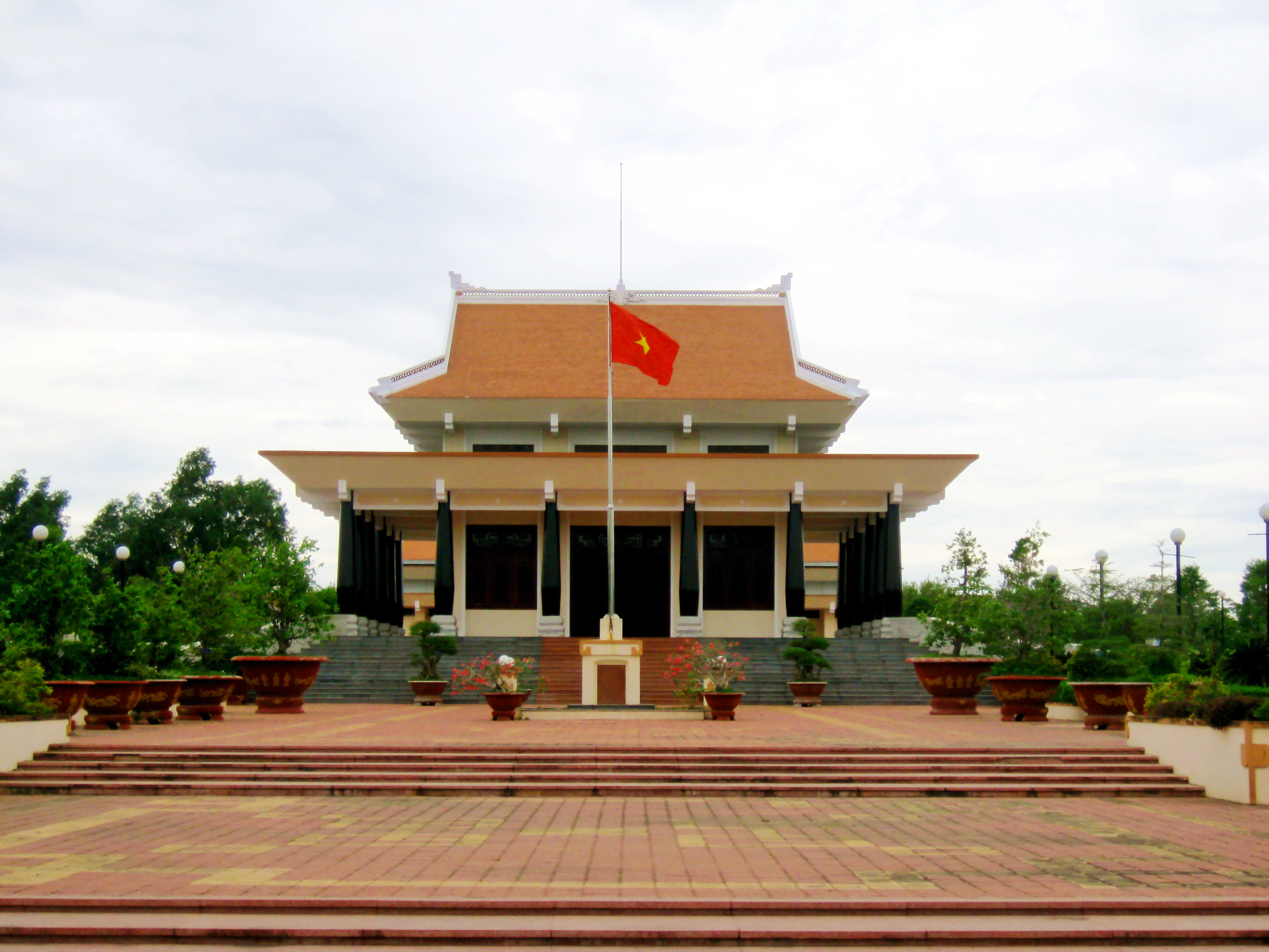

Nhiều đường phố và trường học ở Việt Nam được đặt theo tên ông.

### Trong văn hóa
Thời gian hoạt động cách mạng của ông được dựng thành bộ phim Điện ảnh truyền hình có tụa đề Khí phách anh hùng do Đài Phát thanh và Truyền hình Vĩnh Long và Hãng phim Giải Phóng sản xuất năm 2008, Nguyễn Kế Nghiệp viết kịch bản, Hồ Ngọc Xum đạo diễn. Phạm Hùng do diễn viên, đạo diễn kịch nói Ngọc Hùng thể hiện.